# 52a Mostra Internacional de Cinema de Venècia
La 52a Mostra Internacional de Cinema de Venècia es va celebrar entre el 30 d'agost i el 9 de setembre de 1995. La mostra va obrir amb l'exhibició de la pel·lícula Crimson tide.

## Jurat
El jurat de la Mostra de 1995 va estar format per:
- Jorge Semprún (president)
- Guglielmo Biraghi (antic president del festival)
- Jean-Pierre Jeunet
- Abbas Kiarostami
- Margarethe von Trotta
- Mario Martone
- Peter Rainer (crític de cinema)
- Moses Rothman (crític de cinema)

## Selecció oficial

### En competició
| Títol original                | Director(s)                             | País de producció   |
| ----------------------------- | --------------------------------------- | ------------------- |
| Kardiogramma                  | Darezhan Omirbayev                      | Kazakhstan          |
| La Cérémonie                  | Claude Chabrol                          | França/ Alemanya    |
| Clockers                      | Spike Lee                               | Estats Units        |
| The Crossing Guard            | Sean Penn                               | Estats Units        |
| Xich lo                       | Anh Hung Tran                           | Vietnam/ França     |
| Der Totmacher                 | Romuald Karmakar                        | Alemanya            |
| De Vliegende Hollander        | Jos Stelling                            | Països Baixos       |
| A Comédia de Deus             | João César Monteiro                     | Portugal            |
| Guantanamera                  | Tomás Gutiérrez Alea, Juan Carlos Tabío | Cuba                |
| In the Bleak Midwinter        | Kenneth Branagh                         | Regne Unit          |
| Maboroshi no hikari           | Hirokazu Koreeda                        | Japó                |
| Nothing Personal              | Thaddeus O'Sullivan                     | Irlanda/ Regne Unit |
| Romanzo di un giovane povero  | Ettore Scola                            | Itàlia              |
| Sin remitente                 | Carlos Carrera                          | Mèxic               |
| L'Uomo delle stelle           | Giuseppe Tornatore                      | Itàlia              |
| Pasolini, un delitto italiano | Marco Tullio Giordana                   | Itàlia/ França      |

## Premis
- Lleó d'Or:
  - Xich lo d'Anh Hung Tran
- Gran Premi Especial del Jurat:

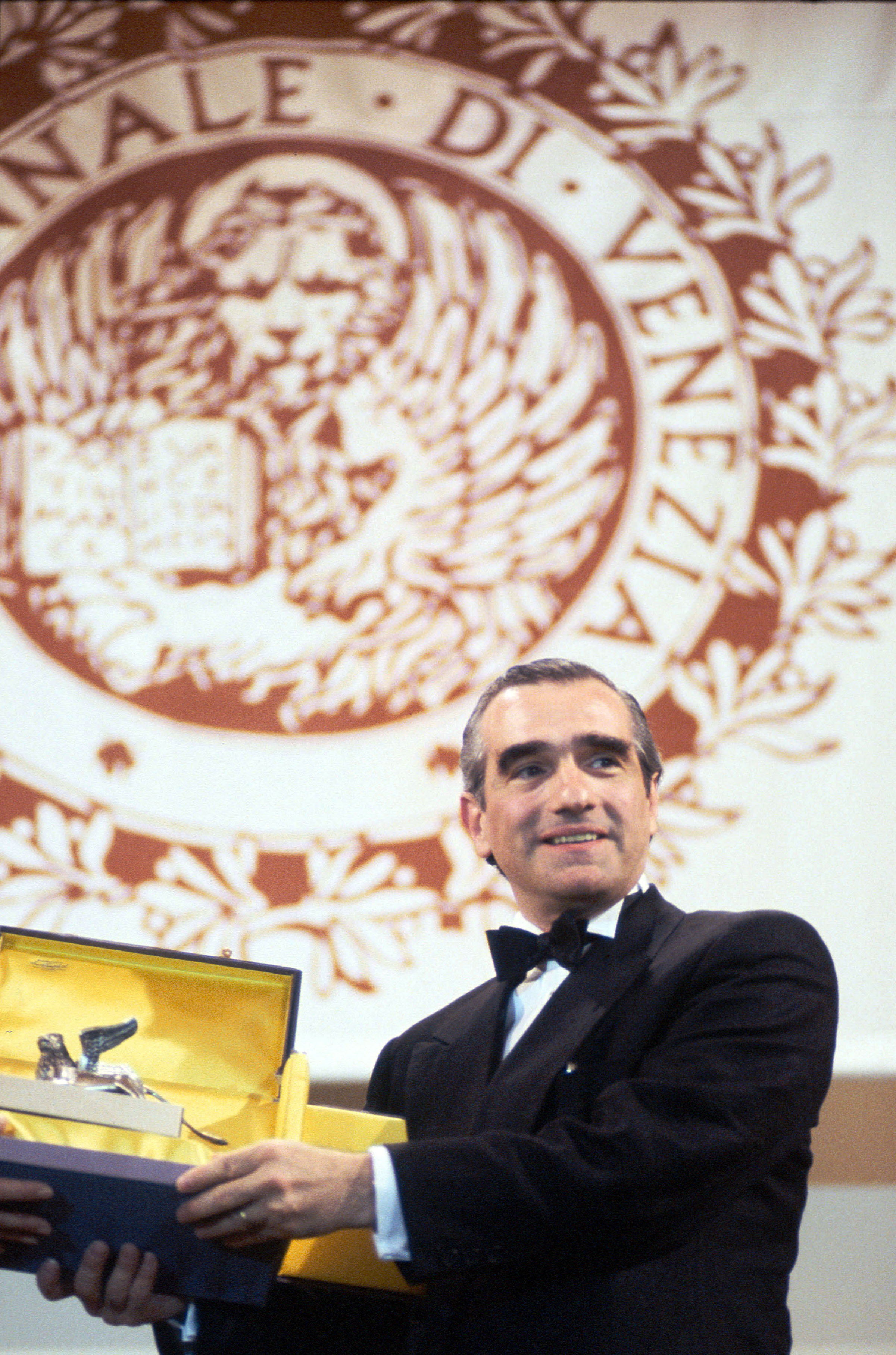
Martin Scorsese va rebre el Lleó d'Or a la seva carrera

  - A Comédia de Deus de João César Monteiro
  - L'uomo delle stelle de Giuseppe Tornatore
- Premi Osella:
  - Millor Director - Kenneth Branagh per In the Bleak Midwinter
  - Millor Director - Hirokazu Koreeda per Maboroshi no hikari
  - Millor Director - Abolfazl Jalili per Det Yani Dokhtar
- Copa Volpi:
  - Millor Actor - Götz George per Der Totmacher
  - Millor Actriu - Sandrine Bonnaire & Isabelle Huppert per La Cérémonie
  - Millor Actor secundari - Ian Hart per Nothing Personal
  - Millor Actriu secundària - Isabella Ferrari per Romanzo di un giovane povero
- Medalla d'Or del President del Senat Italià:
  - Marco Tullio Giordana per Pasolini, un delitto italiano
- Lleó d'Or a la carrera:
  - Woody Allen
  - Alain Resnais
  - Martin Scorsese
  - Ennio Morricone
  - Alberto Sordi
  - Monica Vitti
  - Goffredo Lombardo
  - Giuseppe De Santis
- Premi FIPRESCI:
  - Xich lo de Anh Hung Tran
  - Al di là delle nuvole de Michelangelo Antonioni i Wim Wenders
- Premi OCIC - Menció Honorífica:
  - Hirokazu Koreeda per Maboroshi no hikari
- Premi Pasinetti:
  - Millor pel·lícula - A Comédia de Deus per João César Monteiro
  - Millor Actor - Sergio Castellitto per L'uomo delle stelle
  - Millor Actriu - Sandrine Bonnaire i Isabelle Huppert per La Cérémonie
- Premi Pietro Bianchi:
  - Giuseppe Rotunno
  - Luigi Magni
- Premi Elvira Notari - Menció Especial:
  - Márta Mészáros i Maia Morgenstern per Siódmy pokój
- Premi AIACE:
  - Carlo Sigon per Ketchup